# اینیاکی استیز
اینیاکی استیز (انگلیسی: Iñaki Astiz؛ زادهٔ ۵ نوامبر ۱۹۸۳) بازیکن فوتبال اهل اسپانیا است.
از باشگاه‌هایی که در آن بازی کرده‌است می‌توان به باشگاه فوتبال لگیا ورشو و باشگاه فوتبال آپوئل اشاره کرد.